# پت بی ایر
پَت‌بی ایر (به انگلیسی: Pat Bay Air) یک شرکت هواپیمایی کانادایی بود که در تاریخ ۲۰۰۵ میلادی تأسیس شد و در سال ۲۰۱۵ میلادی تعطیل گردید. پت‌بی‌ ایر یکی از دو شرکت هواپیمایی شناور است که از پایگاه شناور پاتریشیا بی مشتق شده است. دیگر شرکت هواپیمایی شناور، اوشن‌ایر فلوت‌پلین نام دارد.
دفتر مرکزی پت بی ایر در بریتیش کلمبیا واقع شده‌است.

## نگارخانه

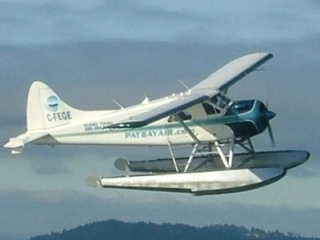
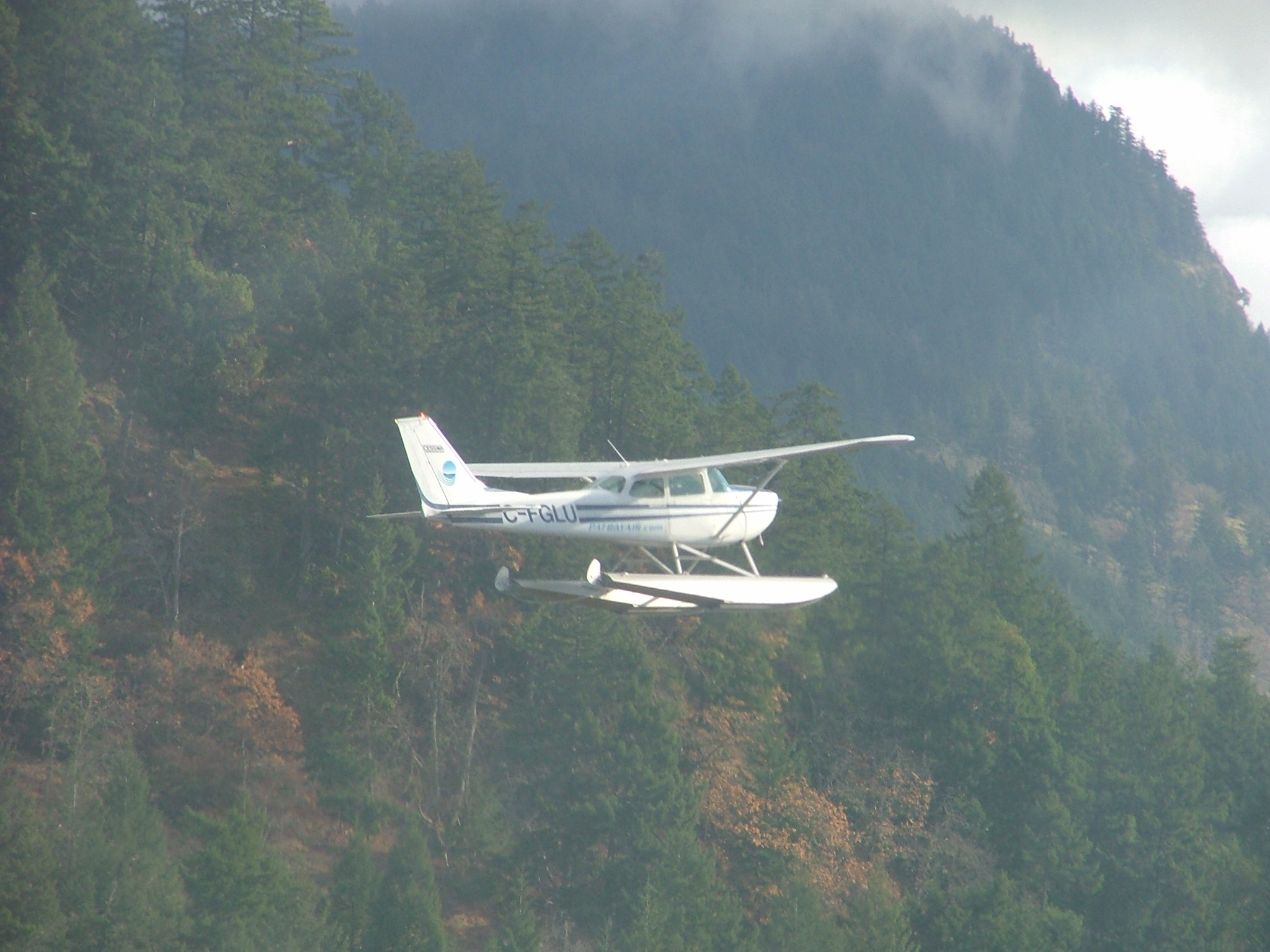
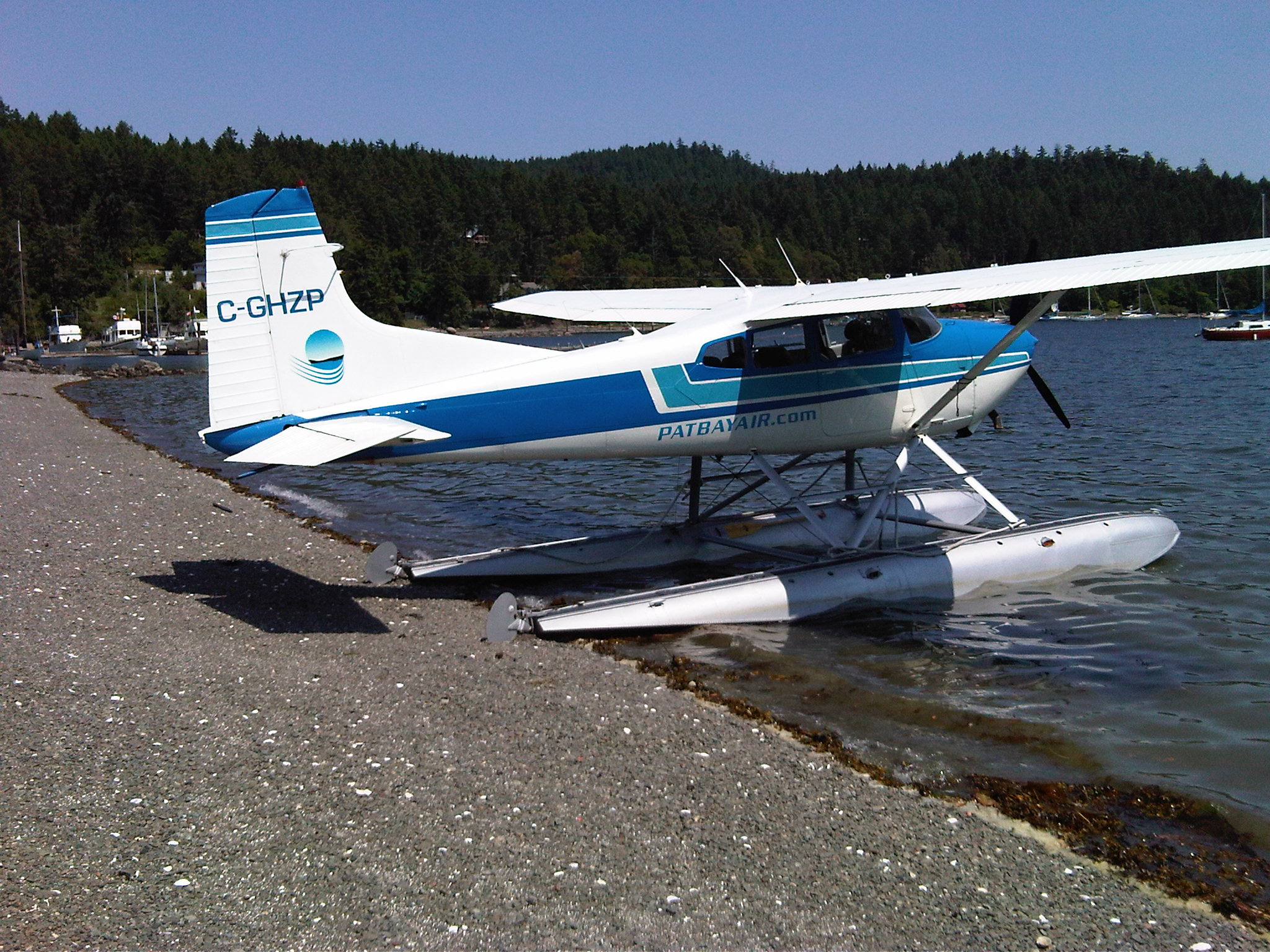

## ناوگان هوایی
- دی‌اچ‌سی-۲ بیور
- سسنا ۱۷۲
- سسنا ۱۸۵